# Alazani
L'Alazani (in georgiano ალაზანი?, in azero Qanıx) è un fiume che scorre attraverso il Caucaso, probabilmente identificabile con l'Abante, l'antico fiume dove Gneo Pompeo Magno sconfisse gli Albani di Orose nel 65 a.C.
È il principale tributario del Kura nella Georgia orientale, e scorre per 351 km. Parte del suo cammino viene a costituire il confine tra Georgia e Azerbaigian, prima di incontrare il Kura nei pressi del bacino di riserva di Mingəçevir.
L'Alazani nasce dal Caucaso Maggiore alla confluenza di due piccoli fiumi a sud della catena montuosa, nei pressi del villaggio di Shenako, scorrendo inizialmente dalla regione di Akhmeta verso sud, dunque attraversando la fruttifera valle di Alazani di Kakheti verso sud-est. L'Alazani è il centro dell'industria vinicola georgiana.  Per secoli essa fu la via principale d'ingresso per gli invasori persiani.
L'Alazani arriva a prosciugarsi durante l'inverno, ma nella tarda primavera, lo scioglimento delle nevi delle montagne fa ingrossare il fiume a dismisura, causando regolarmente inondazioni.  La sua acqua viene utilizzata principalmente sia per bere che per l'irrigazione. Negli anni '90, investitori cinesi costruirono molte piccole Centrali idroelettriche, che utilizzano la forte corrente dell'Alazani.  Il fiume è anche conosciuto per i turisti che praticano il rafting.
Un leggero inquinamento del fiume con sostanze biologiche proviene dal liquame non trattato delle città e di altre comunità, come pure dalle zone rurali. Si dice che, nelle municipalità di Q'vareli e Lagodekhi, la qualità dell'acqua sia abbastanza cattiva.
L'Alazani è anche il nome di differenti vini georgiani, tra cui i marchi del semi-secco della Valle Alazani Marani e dell'Antico Tbilisi Alazani.